# Борушенко Оксана Павлівна
Доктор Боруше́нко Окса́на Па́влівна (близько 1936, містечко Бариш, нині село, Бучацький район / 9 квітня 1939, Варшава — 5 січня 2020, Куритиба, Бразилія) — бразильський вчений-історик українського походження. Доктор історії в УВУ (1972). Доктор економіки (1963) та історії (1972), професор.

## Життєпис
Народилася, за одними даними, близько 1936 року в містечку Бариш Бучацького повіту ЗУНР, окупованої Польщею (нині село Бучацького району Тернопільської області, Україна). За іншими — 9 квітня 1939 року в м. Варшава, нині Польща. Дочка Павла Борушенка, сестра Лариси Борушенко-Моро.
Закінчила Федеральний університет Парани (м. Куритиба, Бразилія; 1963 р.).
Працювала професором департаменту історії Федерального університету Парани (1967—1992). Одночасно була консультантом секретаріату вищої освіти при Федеральному міністерстві освіти Бразилії (1986—1992). З 1995 р. — директор Історико-культурної спадщини управи Куритиби. Культурно-освітній референт, секретар Українського бразильського центру репрезентації; голова жіночої організації при Хліборобсько-освітньому союзі.
З 1973 р. очолює кафедру новітньої історії у Федеральному університеті Парани.
Досліджує історію слов'янських народів; методологію соціально-історичних досліджень; історію еміграційних рухів, зокрема історію еміграції українців у Бразилію.

## Нагороди
- Орден княгині Ольги ІІІ ступеня (18 серпня 2009 року) — за вагомий особистий внесок у зміцнення міжнародного авторитету України, популяризацію її історичної спадщини і сучасних досягнень та з нагоди 18-ї річниці незалежності України[3]

## Праці

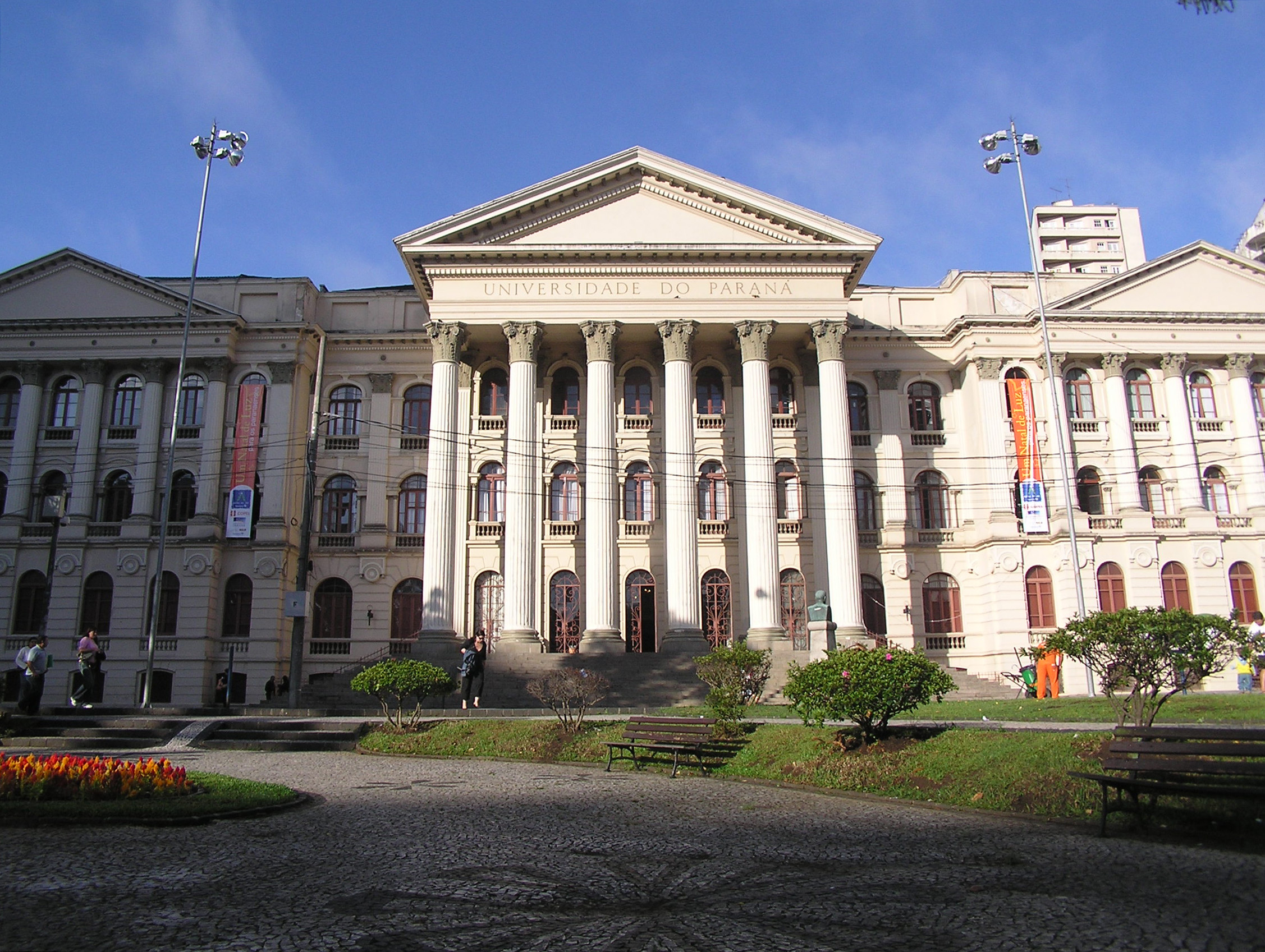
Будівля «Федерального Університету Парани»

- Os Ucranianos // Boletim information da Casa Romārio Martins. Curitiba, 1981
- Política imigratória // In idéias em Debate 5. Biblioteca Pública do Paraná. Paraná, 1986;
- Imigração Ucraniana no Brasil // In Festschrift für Hermann Kellenbenz. Kommission bei Klett-Cota. Nürenberg, 1982;
- A imigrante Ucraniana em prosa e verso, in Hestöria: Questões & Debates. Curitiba, 1988;
- Um microcosmos Ucraniano na Baviera // In Anais da IX Reunião da S. B. P. H. Curitiba, 1990.
- Наші поселенці в Аргентині // Бучач і Бучаччина. Історично-мемуарний збірник.[4]
- Наші поселенці в Бразилії // Бучач і Бучаччина[5].